# Les Belles de nuit (film)
Pour les articles homonymes, voir Les Belles de nuit.
Pour plus de détails, voir Fiche technique et Distribution.
Les Belles de nuit est un film de production franco-italien réalisé par René Clair, sorti en 1952.

## Synopsis
Au début des années 1950, nuit après nuit Claude (Gérard Philipe), jeune instituteur et compositeur, travaille sur un opéra mais jusqu'à présent, ses œuvres ne lui ont rien rapporté, aussi doit-il gagner sa vie comme professeur de musique dans une petite ville de province, donnant aussi quelquefois aussi des leçons particulières. Hélas, ce qu'il gagne ne lui suffit pas pour payer à temps son loyer chaque mois. Pour fuir ses soucis et le bruit insupportable de son quartier, il préfère se réfugier dans son lit et se mettre à rêver d'une vie plus facile. S’inspirant de l’adage « Autrefois tout allait beaucoup mieux ! », il erre à travers les siècles passés dans son monde imaginaire. Parfois il est un compositeur d'opéra à succès au temps de la belle époque, parfois un officier héroïque chargé de conquérir l'Algérie ou encore un courageux révolté pendant la Révolution française. Il est toujours entouré de belles femmes langoureuses dont il connait les visages dans la vie réelle, comme celui de la charmante Edmée de Villebois, à la fille de laquelle il donne des leçons particulières, ou celui de la caissière d'un café qui se métamorphose dans son rêve et devient Leïla, la séduisante femme d'un harem. À plusieurs reprises, c’est sa jolie voisine Suzanne qui apparait aussi dans ses châteaux en Espagne.
À mesure que le temps passe, Claude en arrive à se soustraire de plus en plus à la réalité au point qu'il ne peut plus y faire face : sa carte d’identité n'est plus valable et il se retrouve en prison un moment pour insulte à un représentant de l’État. Il veut même se procurer des somnifères afin de pouvoir dormir plus longtemps. Déjà ses amis s'inquiètent pour lui. Ils craignent qu’il soit fatigué de la vie au point qu’il en vienne à  se jeter du haut d'un pont ou à en finir avec des somnifères, c'est pourquoi ils font tout ce qu’ils peuvent, allant jusqu’à payer son loyer pour empêcher son suicide qu’il a apparemment planifié. Mais voilà que Claude, alors qu'il s'abandonne à ses fantasmes, rencontre des difficultés inattendues dans son monde fait de rêves : un mari jaloux, par exemple, le défie en duel, une armée de soldats algériens en veut à sa vie ou encore le voilà plongé dans la tourmente sanglante de 1789. Quand il se réveille, épouvanté par ses visions barbares, le présent ne lui semble plus tellement horrible. Il commence à apprécier la réalité quotidienne autour de lui, ainsi que la vraie Suzanne qui a bien mieux à lui offrir que n'importe quelle illusion. Pour échapper à ses poursuivants imaginaires, il n’a plus envie de dormir. Entre-temps, une lettre l'attend toujours au bureau de poste, lettre qu’on a refusé de lui remettre puisque sa carte d'identité était périmée. Grâce à ses amis, il peut enfin la recevoir. C'est la réponse positive du directeur de l'Opéra de Paris à qui il avait envoyé une de ses compositions quelques mois avant. 
Le directeur a ainsi aimé son opéra, Claude peut désormais envisager un avenir florissant, avec Suzanne à ses côtés.

## Fiche technique
- Titre : Les Belles de nuit
- Réalisation : René Clair
- Réalisateur adjoint : Michel Boisrond
- Scénario, Adaptation et Dialogue : René Clair
- Collaborateurs à l'adaptation : Pierre Barillet et Jean-Pierre Grédy
- Assistant réalisateur : Serge Vallin
- Images : Armand Thirard, assisté de Robert Juillard, Louis Née
- Opérateur : Gilbert Chain, assisté de Jean Dicop et Robert Florent
- Son : Antoine Petitjean
- Décors : Léon Barsacq, assisté de André Bask, Jacques Chalvet
- Costumes : Rosine Delamare, Georgette Fillion
- Musique : Georges Van Parys
- Scripte : Francine Corteggiani
- Montage : Louisette Hautecoeur, assistée de Denise Natot
- Production : Franco-London Films/Angelo Rizzoli Films
- Directeur de production : Léon Carré
- Photographe de plateau : Henri Thibaud
- Distribution : Gaumont (35 et 16 mm)
- Tournage dans les studios de Boulogne
- Tirage : Laboratoire G.T.C de Joinville - Système sonore Western Electric
- Pays de production :  France -  Italie
- Format : Noir et blanc - 1,37:1 - 35 mm - Son mono
- Durée : 89 min
- Genre : Comédie, film musical et fantastique
- Dates de sortie : 
  - France - 14 novembre 1952
  - Royaume-Uni à Londres : 27 mars 1953 au cinéma Rialto
- Visa d'exploitation : 12544
- Affiche : Guy-Gérard Noël (France)

## Récompenses
- Prix FIPRESCI à la Mostra de Venise 1952.
- Prix Méliès 1952
- Grand prix du cinéma français 1952